# کارلی سایمون
کارلی سایمون (به انگلیسی: Carly Simon) (زاده ۲۵ ژوئن ۱۹۴۵) خواننده ، ترانه‌سرا آمریکایی است.